# Drupă

Schema generală a unei drupe

Drupa este un tip de fruct cu mezocarpul cărnos și zemos și cu endocarpul alcătuit dintre-un singur sâmbure.
Acest tip de fruct este adesea întâlnit la arbori și arbuști ca: măslinul, prunul, caisul sau păducelul.

## Alcătuire
O drupă este alcătuită din trei componente de bază:
1. Epicarpul (este reprezentată de marginea subțire a fructului, ce conține un conținut ridicat de celuloză care formează ceea ce în limbajul uzual se numește coajă)
2. Mezocarpul (este pulpa, zemoasă, foarte bogată în apă și în acizi organici slabi care formează ceea ce în limbajul uzual se numește miez)
3. Pericarpul (este o parte dură și sclerificată a miezului, în care se adăpostește sămânța; împreună cu sămânța, pericarpul formează ceea ce în limbajul uzual se numește sâmbure)

## Polidrupa
Polidrupa este un fruct compus din mai multe drupe, ce se dezvoltă dintr-o singură floare.